# Shell plc
Shell Plc, anteriormente Royal Dutch Shell, es una empresa británica de hidrocarburos, originaria de Países Bajos, que tiene intereses en los sectores petrolífero y del gas natural, así como del refinado de gasolinas.
Al 2021, Shell era la séptima mayor productora de combustibles de origen fósil, por detrás de Saudi Aramco. (que producía, por ejemplo, el equivalente a cuatro Shells), Gazprom, la persa NIOC, la china CNPC, Rosneft, la Esso y la BP, todas las cuales producían más combustibles que Shell.  En 2009, la revista Fortune la clasificó como la empresa con mayor caudal monetario del mundo.[cita requerida] Y en la edición del 2011, quedó en segundo lugar justo después de Walmart.

## Historia
El Grupo Royal Dutch Shell se creó en 1907 cuando la Real Compañía Neerlandesa de Petróleos (nombre legal en neerlandés: N.V. Koninklijke Nederlandse Petroleum Maatschappij) y la Compañía Shell Transport and Trading Company Ltd, fusionaron sus operaciones para competir contra el entonces gigante estadounidense Standard Oil. Antes de la unificación, el grupo operó bajo una serie de acuerdos operacionales y accionarios.
La Royal Dutch Petroleum Company era una compañía neerlandesa fundada en 1890 por Jean Kessler, junto con Henri Deterding y Hugo Loudon, cuando una real cédula fue concedida por la reina neerlandesa Guillermina a una pequeña compañía de exploración petrolífera conocida como "Royal Dutch".
La Shell Transport and Trading Company, por otra parte, era una compañía neerlandesa fundada en 1897 por los ingleses Marcus Samuel y su hermano Samuel Samuel.
Desde 1912, Shell inicia actividades exploratorias en Venezuela a través de su subsidiaria la Caribbean Petroleum Company. El 31 de julio de 1914 las investigaciones y trabajos de campo culminaron con la perforación exitosa del pozo Zumaque I, en Mene Grande, Estado Zulia, primer pozo petrolero comercial del país.
En 1919, Shell tomó el control de la Compañía Mexicana de Petróleo El Águila (Mexican Eagle Petroleum Company) y en 1921 formó Shell-Mex Limited, la cual comerciaba productos bajo las marcas “Shell” e “Eagle” en el Reino Unido. En 1931, parcialmente en respuesta a las difíciles condiciones económicas de aquellos tiempos, Shell-Mex fusionó sus operaciones de mercado en el Reino Unido con las de la British Petroleum y creó la Shell-Mex and BP Ltd., una compañía que funcionó hasta que las marcas se separaron en 1975. En el período comprendido entre 1930 y 1933 el consorcio Shell realizó grandes aportaciones económicas al Partido Nacionalsocialista Obrero Alemán. En 1976, la concesión para operar en Venezuela fue revocada y todos los activos que poseía la compañía en ese país fueron nacionalizados y otorgados a la nueva compañía estatal Maraven. Dicha compañía subsidiaria de PDVSA mantendría no obstante un convenio operativo durante 20 años con Royal Dutch Shell.[cita requerida]
En noviembre de 2004, se anunció que el Grupo Shell se cambiaría a una estructura de capital simple, creando una nueva compañía que se llamaría Royal Dutch Shell Plc, con su principal inscripción en las Bolsas de Comercio de Londres y Ámsterdam y su casa central en La Haya, Países Bajos. La unificación se completó el 20 de julio de 2005. Las acciones fueron emitidas en una ventaja de 60/40 para los accionistas de la Royal Dutch, Real Neerlandesa.
En 2011 reportó ingresos por US$470 171 000 (equivalente a $636 817 408 en 2023), con un beneficio de explotación de US$55 660 000 (equivalente a $75 388 012 en 2023), un beneficio neto de US$31 185 000 (equivalente a $42 238 145 en 2023), activos totales de US$345 257 000 (equivalente a $467 629 156 en 2023), un capital social de US$169 517 000 (equivalente a $229 600 244 en 2023) y una plantilla total de 90 000 empleados.
En noviembre de 2021, la compañía anunció el fin de su estructura empresarial de doble cotización, trasladando su sede principal al Reino Unido, y abandonando el título de Royal, quedando simplemente como Shell plc, razón social que utiliza a contar del 24 de enero de 2022.
En enero de 2023, Wael Sawan sustituyó a Ben van Beurden como director ejecutivo.

## Origen
El origen de la marca Shell está vinculada a los orígenes de la Shell Transport and Trading Company. En 1833, el padre del fundador, llamado también Marcus Samuel, fundó un importante negocio para vender conchas marinas a coleccionistas de Londres. Al recolectar especímenes de conchas marinas en la zona del mar Caspio en 1892, el joven Samuel se dio cuenta de que había potencial al exportar aceite para lámparas desde la región y puso en servicio el primer barco del mundo construido para transportar petróleo, el Murex, para entrar a este mercado.[cita requerida] Para 1907, la compañía tenía una flota de barcos petroleros.
El emblema de Shell es uno de los símbolos comerciales más conocidos en el mundo. Conocido como el "pecten" por la concha marina, el ostión gigante o Pecten maximus, en el cual se basó, la actual versión del logotipo fue diseñada por Raymond Loewy y presentada en 1971 tras sufrir varios cambios durante el siglo XX. Los colores corporativos rojo y amarillo guardan relación con los colores de la bandera de España, debido a que las primeras estaciones de servicio de la compañía se hallaban en California, que guarda fuertes lazos históricos con España.

## Evolución del logo

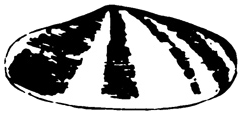
1900-04
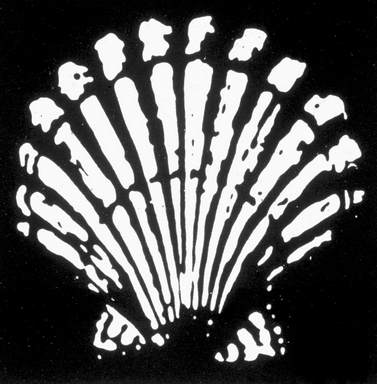
1904-09
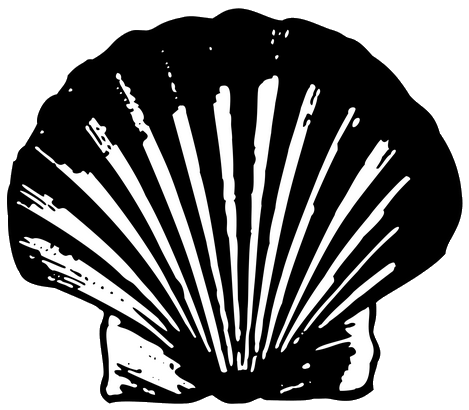
1909-30
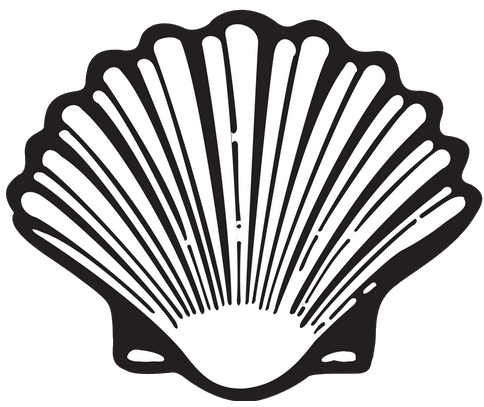
1930-48
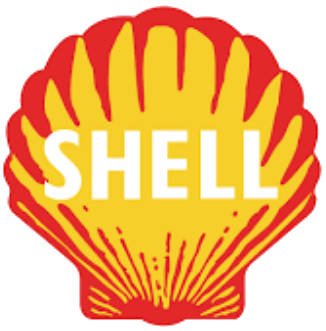
1948-55
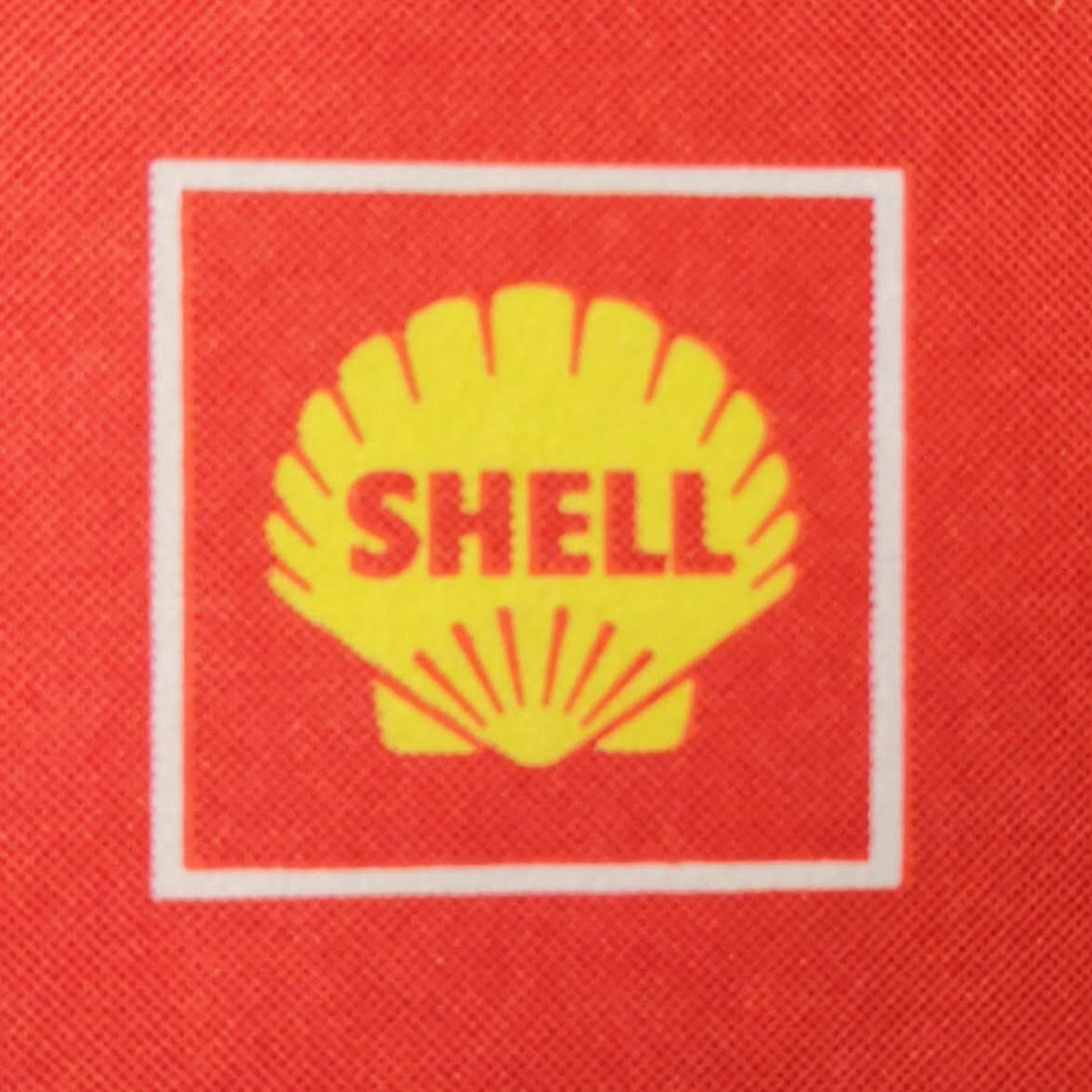
1955-70

## Controversias e imputaciones
En 2005 fue catalogada por “Public Eye” a la peor empresa del planeta a causa de los daños ambientales que ha ocasionado en el río Níger. Otra vez en el 2013 ganó este “premio”, esta vez por sus plataformas en la Antártida lo cual perjudicaría el ambiente de este lugar, donde habitan varios animales en vías de extinción y también contribuiría al cambio climático.
La empresa gasta una media de US$49 000 000 anuales en grupo de presión (lobbying) para bloquear las medidas de lucha contra el calentamiento global.
Esta transnacional se ha visto involucrada en escándalos a nivel internacional, por ejemplo:

### Exageración de reservas en 2004
En 2004, Shell exageró sus reservas de petróleo, lo que resultó en la pérdida de confianza en el grupo, así como una multa 17 000 000 £ por la Autoridad de Servicios Financieros y la salida del presidente Philip Watts. Una demanda resultó en el pago de US$450 000 000 a los accionistas no estadounidenses en 2007.

### En Argentina
La empresa llegó a Argentina en el año 1914, cuando inició sus actividades de exploración y producción de hidrocarburos en 1921. Desde entonces ha tenido un desarrollo en el país con importantes avances en tecnología y desarrollo de productos, pero también con cuestionamientos por asuntos ambientales y laborales.
Algunos de los hitos destacados han sido: 
- En 1917, Shell comenzó a explorar su primera concesión en la cuenca del Golfo San Jorge.
- En 1920, Shell comenzó a comercializar diesel oil en tambores de 800 litros.
- En 1922, Shell lanzó su primera marca de nafta, “Energina”.
- En 2012, Shell lanzó los primeros proyectos de exploración de Gas y Petróleo No Convencional en la Cuenca Neuquina.
- En 2018, Shell vendió su negocio de Downstream en Argentina a la empresa Raíze.

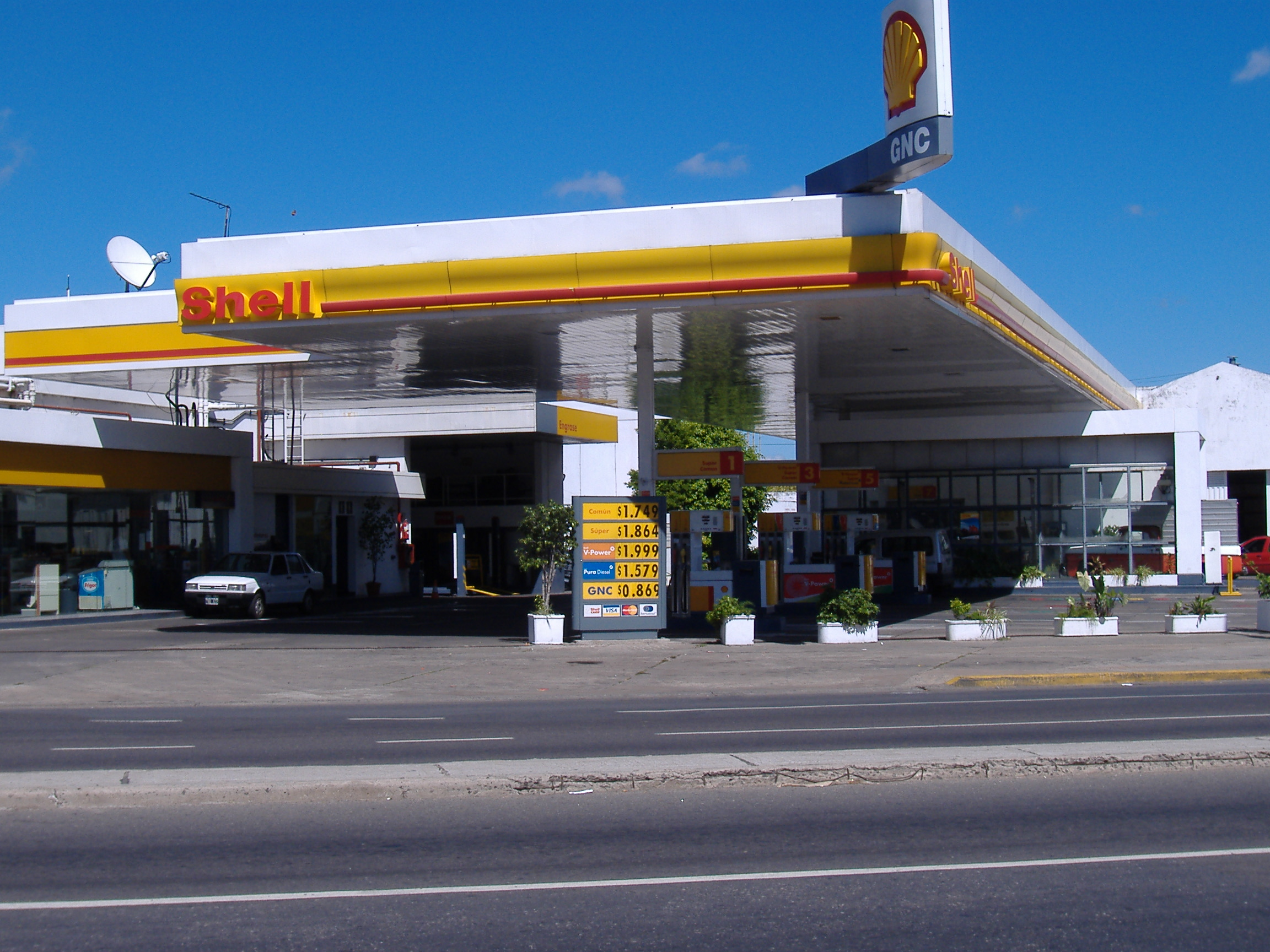
Gasolinera en Rosario (Argentina)

Entre otros hitos menos destacables también encontramos:
El derrame de Petróleo en Magdalena, el 15 de enero de 1999, un barco de Shell provocó un derrame de petróleo en Magdalena, Argentina, el cual luego impactó en la costa y contaminó las napas de agua dulce, la flora y la fauna. Este derrame está considerado el mayor en agua dulce en la historia mundial de derrames de petróleo. Se derramaron más de 5 400 000 litros (1 426 500 galAm) de petróleo en el agua dulce del Río de la Plata.
El 10 de marzo de 2005, Néstor Kirchner llamó a boicotear a las empresas Shell y Esso, que habían aumentado los precios de los combustibles un 3% y fue inmediatamente apoyado por cientos de manifestantes que ocuparon las estaciones de servicio.
El 10 de diciembre de 2015 el presidente de la subsidiaria argentina de Shell, Juan José Aranguren fue nombrado Ministro de Energía y Minería de la Nación Argentina por el recién electo presidente Mauricio Macri. Desde entonces determinó una serie de aumentos en el precio de los combustibles, que flotan libremente de acuerdo al precio internacional del barril de crudo, a diferencia del anterior gobierno, que subsidiaba a este sector y regulaba sus precios operativos. Por presión pública y con casi un año en el cargo, Aranguren simuló desprenderse de parte de sus acciones en la compañía, conservando 16 millones de dólares en éstas.
El 24 de abril de 2018, Shell Argentina anunció la venta de su negocio del Downstream a la compañía brasileña Raízen. Esta operación incluyó la refinería de Buenos Aires, aproximadamente 665 estaciones de servicio, los negocios de LPG, combustibles marítimos, combustibles de aviación, asfaltos y lubricantes, así como las actividades de suministro y distribución en el país. Mediante un acuerdo de licencia de marca, Raízen seguirá usando la marca Shell. La venta no incluyó los activos de la exploración y producción de petróleo y gas no convencional (Upstream) que la compañía tiene en el yacimiento petrolífero Vaca Muerta, en la provincia del Neuquén. Desde entonces, Sean Rooney tomó el lugar de presidente de la subsidiaria argentina.
El 27 de diciembre del mismo año, Shell Argentina anunció su decisión de pasar a fase de desarrollo en los bloques Sierras Blancas, Cruz de Lorena y Coirón Amargo Sur Oeste (CASO) en la formación de No Convencionales en Neuquén, Vaca Muerta. Esta decisión marca el inicio del desarrollo a gran escala de gas y petróleo en las áreas, con un potencial de producir más de 70 000 barriles diarios de petróleo equivalentes (bped) para mediados de la próxima década.

### En Brasil
Shell y la empresa brasileña de etanol Cosan se han unido en otra compañía llamada Raizen, valorada en US$12 000 000 000, para producir etanol y venderlo como biocombustible. Cosan está comprando caña de azúcar cultivada en territorio guaraní ocupado por un terrateniente que ha sido acusado de amenazar de muerte a sus oponentes. Survival International ha instado a Shell y a Cosan a que dejen de usar caña de azúcar cultivada en territorio guaraní.[cita requerida]

### En Costa Rica
En Costa Rica, la explosión de una gasolinera Shell en Escazú, el 28 de octubre de 2006, costó la vida a dos niños de 5 y 13 años. El accidente se dio porque en ese momento un pistero cambiaba el filtro y falló aquel dispositivo de seguridad que impide el paso de gasolina mientras se ejecuta la maniobra; esto provocó una fuga de gasolina muy grande que, en contacto con una chispa, llevó a una explosión.[cita requerida] Los niños fallecidos estaban a seis metros de la fuga, solos en el vehículo porque su madre había ido a pagar la gasolina. Cuando se inició el incendio la mujer intentó sacarlos por la ventana, ya que el carro era de dos puertas. Los niños tenían el cinturón de seguridad puesto y fue entonces cuando se produjo la gran explosión. La gasolinera había sido construida hacía 42 años. Hace unos diez había sido adquirida por la empresa Shell, que a su vez la dio en concesión a la empresa comercializadora Ezer S.A. Actualmente la compañía tiene doce empleados registrados. Los encargados de Shell en Costa Rica evitaron referirse al incidente.[cita requerida]

### En Europa

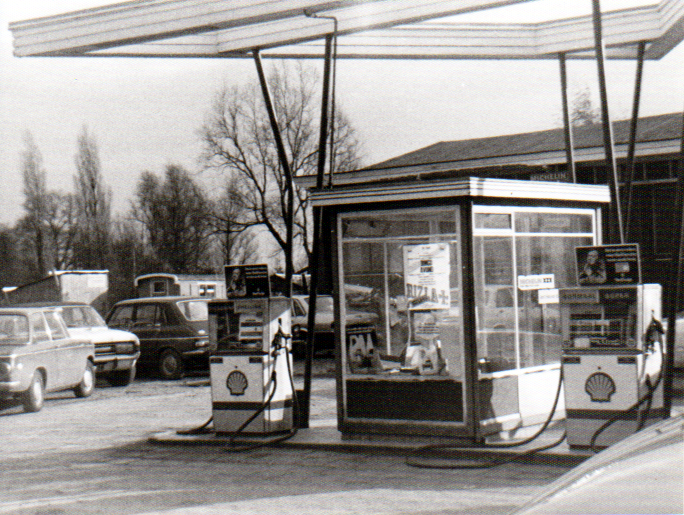
Gasolinera en Países Bajos en 1970

En Europa, también por aquellos años, la compañía planeó hundir la plataforma de extracción Brent Spar en el mar del Norte. Las organizaciones ecologistas hicieron una intensa campaña de concienciación ciudadana, y el boicoteo pacífico de la sociedad civil a los productos de Shell hicieron que ésta rectificara su decisión. La plataforma fue finalmente reciclada como nuevo muelle de la ciudad costera de Stavanger.[cita requerida]

### En Nigeria
En los años 1990, Shell se vio envuelta en escándalos de resonancia internacional. El más grave fue el derivado de sus actividades en Nigeria, país regido entonces por una dictadura militar. La contaminación provocada por las petroleras con la permisividad del gobierno llegó a tal extremo que arruinó a la población del delta del Níger, tradicionalmente agrícola. El escritor Ken Saro-Wiwa de etnia ogoni, encabezó un movimiento de protesta pacífica contra las petroleras, sobre todo Shell, la de mayor presencia en la zona. Fue varias veces detenido, condenado a muerte por unos crímenes de los que no era responsable y ejecutado, despertando un clamor internacional de condena contra Shell por su pasividad en los hechos y su colaboración con el gobierno. Tras una larga batalla legal, en mayo de 2009 la compañía alcanzó un acuerdo económico para poner fin a la reclamación de responsabilidades, por complicidad con la dictadura militar nigeriana en la represión del pueblo ogoni, aceptando satisfacer US$15 500 000 y, evitando de esta forma, la celebración de un comprometedor juicio que afectaría a su reputación internacional.
Los deudos de Ken Saro Wiwa, junto a organizaciones internacionales de derechos humanos, acusan a Shell de haber sido cómplice en la ejecución de haber suministrado armas a los militares que perpetraron crímenes sistemáticos contra la población. En enero de 2001 Shell admitió que efectivamente había entregado armas a la policía local "para que protegiera sus instalaciones".
En 2008 la empresa provocó un vertido de crudo en pleno delta del Níger que afectó a unas 15 000 personas. Solamente tras 7 años admitió su culpa y acordó una indemnización.

### En Perú
En los años 1980 Shell llevó a cabo exploraciones petrolíferas en el sureste de Perú, una zona aislada de selva virgen donde vivían pueblos indígenas no contactados. Shell hizo esta zona accesible y en consecuencia los madereros invadieron la zona. El primer contacto con los Murunahua causó la muerte de más de la mitad de este pueblo indígena a causa de neumonías y epidemias. Shell era perfectamente consciente de que allí vivían pueblos indígenas no contactados, pero aun así siguieron trabajando.